# Curling

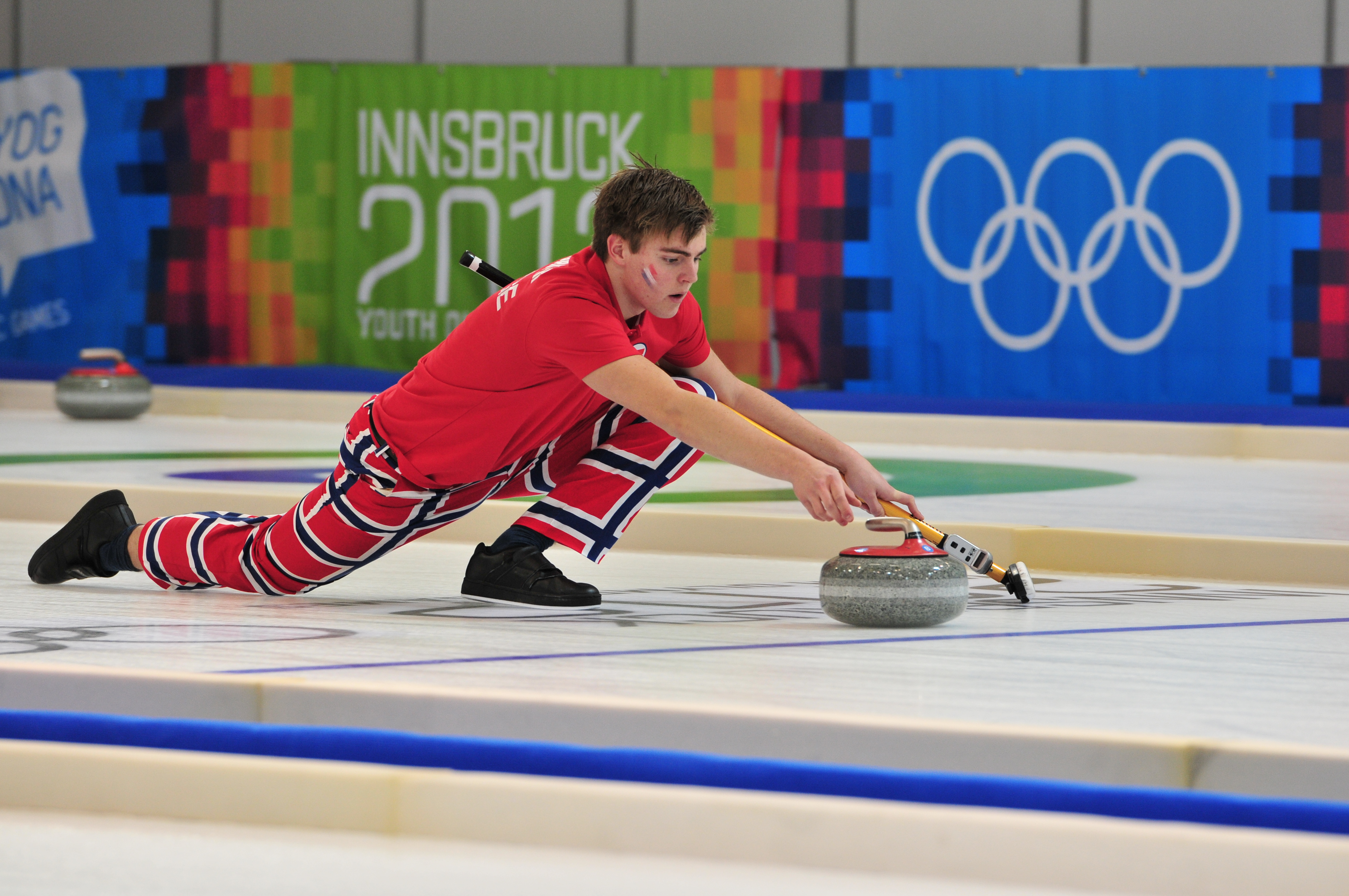
Norský hráč Martin Sesaker na prvních zimních olympijských hrách mládeže v roce 2012 v Innsbrucku

Curling je týmový olympijský sport, ve kterém se hráči snaží dopravit po ledu své kameny co nejpřesněji do vyznačeného prostoru (kruhů).

## Historie
Poprvé je curling zmiňován v 16. století v oblastech dnešního Skotska, kde byl hrán na zdejších zamrzlých jezerech. Ve zdejším městě Perth byla údajně v roce 1716 sepsána první pravidla. Hraní curlingu je možno identifikovat na obraze Lovci ve sněhu malíře Pietera Bruegela staršího z roku 1565. Počátky organizování curlingu jsou dány vznikem „Grand Caledonian Curling Club“, k němuž došlo v roce 1838 ve Skotsku. Po pěti letech byl spolek přejmenován na „Royal Caledonian Curling Club“. V průběhu 19. století se curling rozšiřoval dále do Evropy a pronikl i do Severní Ameriky či na Nový Zéland.
V roce 1966 vznikla Světová curlingová federace (anglicky World Curling Federation, WCF). Sídlo má ve skotském Perthu a zastřešuje 46 národních asociací. Evropská asociace (anglicky European Curling Federation, ECF) byla založena roku 1975 a sídlo má v Eggenfeldenu v Německu. Sdružuje 35 národních svazů. Český svaz curlingu (ČSC) vznikl roku 1990 a sídlo má v Praze.
Na zimních olympijských hrách se curling objevil poprvé v roce 1924. Tehdy ovšem jako tzv. ukázkový sport, nicméně Mezinárodní olympijský výbor na svém zasedání v Turíně 9. února 2006 rozhodl curlingový turnaj na hrách v roce 1924, kterého se účastnila pouze družstva Spojeného království, Švédska a Francie, zpětně prohlášen za plnohodnotný. Prvním olympijskými vítězi se tak po 82 letech stali britští hráči Willie a Laurence Jacksonovi, Robin Welsh a Tom Murray. Objevil se i na hrách v letech 1932, 1988 a 1992, avšak stále coby ukázkový sport. Od her v Naganu v roce 1998 se v programu her opět objevuje plnohodnotně (a to jak turnajem pro muže, tak pro ženy). Na hrách 2018 byla poprvé olympijskou disciplínou také soutěž smíšených dvojic (mixed doubles). Mistrovství světa se každoročně koná pro muže od roku 1959, i když mezinárodní federace vznikla až o sedm let později, a pro ženy od roku 1979. Roku 1975 se konal první ročník mistrovství Evropy mužů i žen a od té doby se uskutečňuje pravidelně každým rokem. V roce 2005 navíc přibyl evropský šampionát smíšených družstev.
Mezi nejlepší světové celky patří výběry Kanady, Spojených států amerických, Spojeného království a týmy ze skandinávských či alpských států.

## Potřebné náležitosti a vybavení ke hře

### Hrací plocha
Curling se v současnosti hraje v krytých halách. To proto, aby byly zajištěny podmínky na kvalitu ledové hrací plochy, která musí být bez nerovností. Při tvorbě ledu se musí dbát na složení vody, teplotu ledu i vzduchu a také se prověřuje jeho vlhkost a proudění. Při přípravě ledu se led řeže, následně kropí (tzv. pebblování) a opět mírně seřízne (tzv. nipperování). Kropením (pebblováním) vznikají na povrchu drobné kapky ledu, které snižují následnou třecí plochu mezi ledem a kamenem.

Hrací plocha – CL: Centreline (osa hřiště) • HOL: Hog line • TL: Tee line • BL: Back line • HA: Hack line s odrazovými bloky • FGZ: Free Guard Zone (hrací pole)

Plocha, na níž se curling hraje, je dráha o rozměrech 42,5 m na délku a minimálně 4,27 m na šířku (obvykle však 4,75 m). Jednotlivé prvky jsou na dráze vyznačeny tak, aby umožňovaly hru z obou kratších konců. Na koncích dráhy jsou tak vyznačeny soustředné cílové kruhy (vzdálenost středů těchto kruhů je 34,75 m). Vnitřní kruh bílé barvy – označovaný také jako „tee“ – má průměr 30,48 cm. Tento kruh obepíná kruh červené barvy mající vnější průměr 122 cm. Dále následuje kruh bílé barvy (vnější průměr 244 cm) a posledním je kruh barvy modré mající vnější průměr 366 cm. Středy soustředných kružnic na obou koncích dráhy je proložena úsečka, která je vzájemně spojuje (a vytváří tak osu hřiště) a vnější kružnici dále přesahuje o vzdálenost 1,83 m směrem k okraji hřiště. V tomto místě (na konci úsečky) jsou umístěny gumové odrazové bloky. Na úsečku spojující středy kružnic jsou vedeny kolmice: jedna ve vzdálenosti 1,83 m od odrazových bloků (je tedy tečnou vnější soustředné kružnice a označuje se „back line“), další je vedena středem soustředných kružnic (té se říká „tee line“) a další je ve vzdálenosti 6,4 m od středu kružnic směrem ke středu hřiště (tato čára je označována „hog line“). Tytéž tři čáry jsou ve stejných vzdálenostech i na druhé straně hřiště. Hog line jsou (v závislosti, ze které strany hřiště se hraje) buď čárou odhodu nebo začátkem hracího pole. Hrací pole je tedy u cílového kruhu vymezeno prostorem mezi hog line a back line.

### Hrací kameny

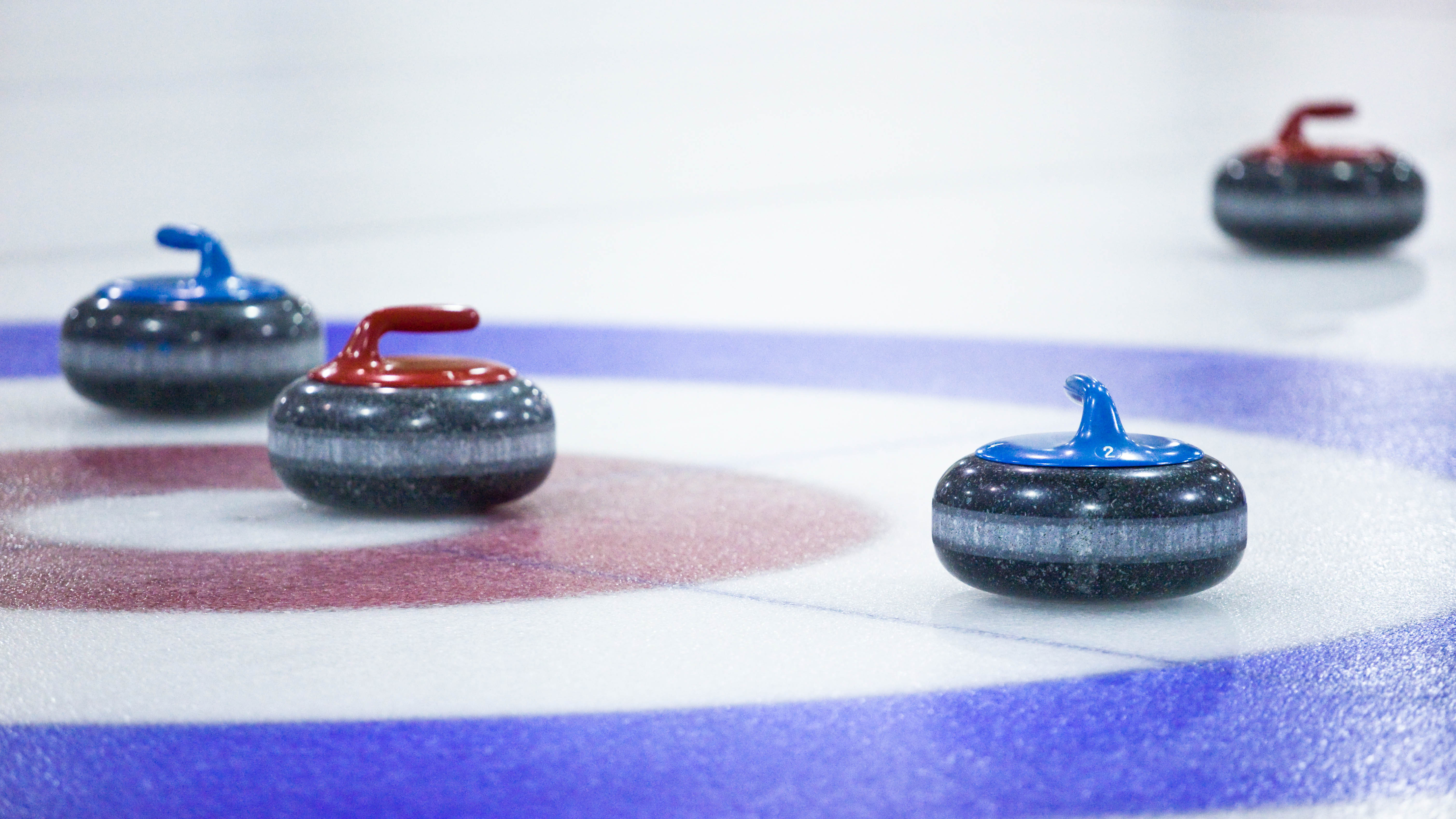
Curlingové kameny

Kámen je vyroben ze žuly. Má podobu kruhového kotouče, jehož spodní i horní plocha zaobleně přechází do boku. Stupně zaoblení nemusí být na obou stranách (nahoře a dole) totožné. Této případné diference je možné využít při obrácení kamene ke hře na rychlém či pomalém ledě.
Kámen je vyvážen, vyleštěn a jeho středem je naskrz provrtán otvor, jenž umožňuje ukotvení plastové hlavice s držadlem. Kámen má obvod maximálně 91,44 cm a výšku (bez plastové hlavice s držadlem) nejméně 11,43 cm. Hmotnost kamene (včetně držadla) nesmí překročit 19,96 kg a zároveň nesmí být nižší než 17,24 kg. Kameny jsou většinou majetkem jednotlivých curlingových hal. Na světové turnaje (OH, MS) se přiváží speciální kameny, které vlastní Světová curlingová federace.
Většina curlingových kamenů (dle odhadů až 70 %) byla vyrobena ze žuly z ostrova Ailsa Craig, nacházejícího se na jihozápadě Skotska. Na něm se však od roku 2013 netěží a kameny (nejvyšší kvality) se vyrábějí ze zbylých zásob. Ty mají vydržet přibližně do roku 2020.

### Obuv
Soutěžící používají během hry speciální obuv. Ta má na jedné z bot klouzavou podrážku (nejčastěji z teflonu); hráč vypouštějící kameny pravou rukou má klouzavou podrážku na levé noze, levák naopak. Na druhé noze je podrážka protiskluzová.

### Koště

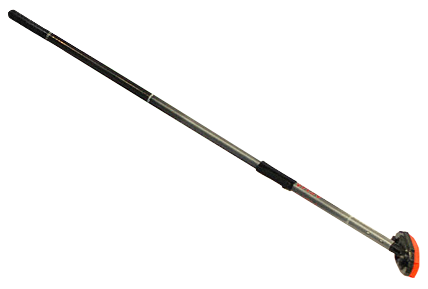
Curlingové koště

Koštětem hráči podle potřeby před jedoucím kamenem zametají led. Metením se led čistí a zahřívá, čímž dochází k mírnějšímu zpomalování kamene a prodlužuje se tak (až o několik metrů) délka jeho skluzu a jeho rotace.

## Průběh hry

### Zápas
Curling proti sobě hrají dvě čtyřčlenná družstva, u disciplíny smíšených dvojic pouze dva hráči. V případě čtyřčlenných týmů se jejich hráči označují podle pořadí, v němž v rámci družstva vypouštějí své kameny,„lead“ (ten vypouští jako první), dále „second“, „third“ a posledním je „fourth“. Nejčastěji se stává, že třetí hráč v pořadí je zároveň "viceskip" a čtvrtý je "skip". Skip stojí v cílových kruzích a určuje taktiku zápasu. Viceskip je jeho zástupcem v okamžiku, kdy skip odhazuje své kameny. Pořadí hráčů a určení pozic skip a viceskip se musí určit před zápasem a už se během zápasu nesmí změnit. Není povinná mezi pozicí čtvrtého hráče a funkcí skipa (příkladem týmu, který to má jinak je švýcarský tým Petera de Cruze, ve kterém skip odhazuje druhé kameny a viceskip čtvrté)
Utkání se hraje na osm či deset kol (nazývané také pojmem „end“). V každém endu je snahou hráčů umístit a udržet co možná nejvyšší počet kamenů svého družstva co nejblíže ke středu cílových kruhů a současně v tomtéž zabránit soupeřící straně (vhodným umístěním svých odhozených kamenů nebo metením). Ty z kamenů, které jsou mimo hrací pole, tedy nedostaly se za hog line, přejely za back line nebo se dotkly postranní čáry, jsou z kola vyřazovány. S výjimkou prvních hráčů smí soutěžící vypuštěným kamenem také narážet do již umístěných kamenů soupeře.

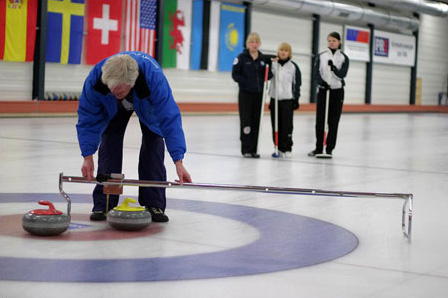
Měření kamene posuvným mikrometrem

Když jsou vypuštěny všechny kameny daného endu, dochází ke sčítání dosažených bodů. Za každý kámen, jenž se nachází v cílových kruzích (nebo se jich alespoň svou částí dotýká) a je blíže jejich středu než nejbližší kámen soupeře, získává družstvo bod. V případě nejasnosti o vzdálenosti kamenů od středu cílových kruhů se tato vzdálenost určuje pomocí měřidla; v ostatních případech prostým pohledem oka. Družstvo tak může získat 1 až 8 bodů, soupeř vždy žádný. Nezůstane-li ovšem na konci endu v kruzích žádný kámen, končí obě družstva dané kolo bez bodového zisku. Následující kolo se hraje vždy z opačného konce dráhy, než kolo předchozí.

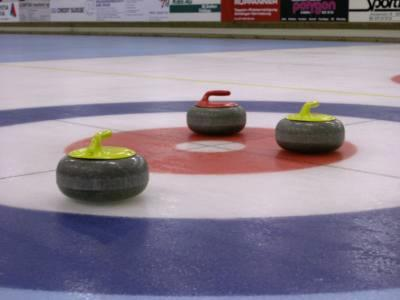
Družstvo hrající červenými kameny získává 1 bod, protože má svůj kámen blíže středu cílových kruhů než je odtud vzdálen nejbližší soupeřův kámen (ten vpravo)

Vítězem zápasu je to družstvo, které má na jeho konci více bodů. V případě rovnosti bodů se hraje ještě jedno kolo navíc (extra end). Jedno utkání tak trvá cca dvě až dvě a půl hodiny. Pokud však prohrávající strana sezná, že její šance na úspěch v zápase jsou minimální, může utkání předčasně ukončit a uznat tím svoji porážku.

### Odhoz kamene
Odhazující hráč uchopí svůj kámen za držadlo, nohou se odrazí od startovního bloku a v hlubokém dřepu klouže po noze, na níž má obuv s klouzavou podrážkou. Druhou nohu přitom táhne za sebou. Kámen sune po ledě a před hog line jej vypouští směrem k cíli.

### End
Každý hráč má na každý end dva kameny. Týmy se ve vypouštění kamenů postupně střídají, přičemž o družstvu, které vypouštění kamenů začne, rozhoduje los. Hru obvykle zahajuje ten tým, který los prohrál. Nejprve tedy vypustí svůj kámen postupně oba první hráči svých týmů, následují druzí hráči, pak třetí a nakonec skipové. Ve stejném pořadí provedou všichni hráči odhody svých druhých kamenů. Členové stejného týmu, z něhož je odhazující hráč, mohou košťaty podle pokynů skipa upravovat jízdu vypuštěného kamene. Toto metení smí provádět nejdále po tee line, tedy po čáru kolmou na osu hřiště půlící cílové kruhy. Po překročení této čáry mohou naopak zametat členové soupeřícího družstva opět podle pokynů svého skipa.
Po odhodu všech 16 kamenů (po osmi z každé strany) se provede součet bodů a družstva zahájí další kolo zápasu. Začíná to družstvo, které předchozí kolo vyhrálo.

## Curling v Česku
V České republice jsou tři haly specializované na curling. Jedná se o halu v Praze na Roztylech, halu na Zbraslavi a halu v Brně v areálu bývalé Zbrojovky Brno. V jiných městech (Jičín, Plzeň, Opočno, Trutnov) se curleři střídají s jinými sporty - většinou s hokejem.
Dlouhodobá soutěž čtyřčlenných týmů je rozdělena na tři úrovně (extraliga, 1. liga, divize) a hraje se v obou halách v Praze. Od sezóny 2017/2018 se hraje i dlouhodobá soutěž smíšených dvojic (mixed doubles).